# Фаралонска плоча
Фаралонска плоча је била древна океанска плоча, која је данас скоро потпуно субдукована под Северноамеричку плочу. Названа је по Фаралонским острвима која се налазе западно од Сан Франциска.
Фаралонска плоча је почела субдукцију под западну обалу Северноамеричке плоче кад се Пангеа распала током јуре. Временом, средишњи део Фаралонске плоче се потпуно субдуковао под југозападни део Северноамеричке плоче. Остаци Фаралонске плоче су плоча Хуан де Фука, Експлорер плоча и Горда плоча, које се субдукују под северни део Северноамеричке плоче; Кокосова плоча која се субдукује испод Централне америке; и Наска плоча која се субдукује испод Јужноамеричке плоче.